# Синан паша (адмирал)
 Тази статия е за адмирал Синан паша.  За Синан паша вижте Синан паша (пояснение).  
Синан паша (на турски: Sinanüddin Yusuf Pasha или Sinan Pasha) († 21 декември 1553) е османски адмирал на служба при султан Сюлейман I. Брат на везира Рюстем паша.
За народността му няма сигурни данни заради практиката на османските хронисти да не отбелязват етноса, а само религията. Но се предполага, че е босненец от сараевското семейство Опукович или Чигалич. Според друга от хипотезите той е хърватин от Скрадин. В документи от 1557 и 1561 г., отнасящи се до неговия брат Рюстем паша, техният баща е записан като Абдурахман или Абдурахим, по всяка вероятност приел исляма християнин. Освен Рюстем паша, Синан има и друг брат – Мустафа паша, както и сестра Нефисе.
Като дете заедно с брат си Рюстем, Синан се обучава във военната академия Ендерун, където постъпват най-способните от взетите при девширмето християнски деца. През 1550 г. е назначен за адмирал на османския флот. На следващата година командва флота при обсадата на Триполи срещу малтийските рицари. Заедно с Тургут Реис участва в няколко успешни военни кампании в Северна Африка.
Въпреки че има син и две дъщери, Синан паша завещава богатството си на Михримах Султан, дъщерята на султан Сюлейман I и съпруга на неговия брат. Умира на 21 декември 1553 г. в своя дворец в Истанбул и тъй като неговата джамия по това време още не била готова, е погребан в джамията на Михримах Султан в Юскюдар.